# Guineu menuda
La guineu menuda (Vulpes macrotis) és una guineu nord-americana relativament comuna. El seu àmbit de distribució s'estén fins al nord de Mèxic. Alguns mastòlegs la classifiquen com a coespecífica de la guineu veloç, però la sistemàtica molecular ha assenyalat que es tracta de dues espècies diferents.